# 藤井大丸
株式会社藤井大丸（ふじいだいまる、英: FUJII DAIMARU CO.,LTD）は、京都市下京区四条寺町にある日本の百貨店である。日本百貨店協会加盟店。

## 概要
1870年（明治3年）10月に創業した藤井大丸呉服店は、1895年（明治28年）11月に四条通に4階建の新店舗を開設するなど日本の百貨店の創生期から百貨店化を始め、1912年（明治45年）4月13日には洋館3階建の新店舗を建設してより近代化した。
増築工事中の1934年（昭和9年）5月5日に火災に遭ったものの、1935年（昭和10年）4月1日には4階建への増築工事を完成させて正式に百貨店として開業した。
1937年（昭和12年）10月には全国の他の百貨店と共に戦時体制の一環で増築工事の中止命令を受け、1938年（昭和13年）7月には原案の50%に削減して工事再開が認められたが、同月に再び中止命令が出てこのときの増築工事は実行できなかった。
1972年（昭和47年）｢マクドナルド｣関西1号店が1Fにオープン。開店2日目には、当時のマクドナルドの売上世界記録を作る。1F正面玄関には、｢語らいの泉｣が誕生し、京都の新名所となった。
1996年(平成8年) “感性発信百貨店”をスローガンに業態転換を図り、｢UNITED ARROWS｣や｢ADAM ET ROPÉ｣などのセレクトショップを主軸に、注目度の高いショップを数多く展開し、百貨店から“ファッション専門大店”へリニューアル。関西初出店や話題のショップなどを多数ラインアップ、京都のファッショニスタに支持される藤井大丸へと進化を遂げていく。
2009年（平成21年）3月3日にオンラインショップ「UROKO」（ウロコ）を開設。現在は、FUJII DAIMARU ONLINE SHOPに名称変更している。
現在では、ジャーナルスタンダードなど、若者をターゲットとしたセレクトショップが数多く出店し、近隣の競合各店との差別化を図った店舗構成となっていて、若者向けのファッションに強いとされている。
四条高倉（藤井大丸の西方約400m）に大丸松坂屋百貨店が運営する大丸の京都店（きょうとみせ）があるが、同社との関係はない。なお、地元では大丸京都店を漢字表記の「大丸」、藤井大丸をカタカナ表記の「フジイダイマル」やアルファベット表記の「FUJII DAIMARU」として区別することが多い。

## 沿革
- 1870年(明治3年) 10月 - 創業[4]
- 1891年(明治24年) 1月10日、藤井大丸呉服店を開店。京都の河原町通四条上ル米屋町東側に待望の店を構える。
- 1895年(明治28年) 当時は珍しい4階建ての新築を四条通に建てた。銅でふいた屋根が輝き、人々から「あかがね御殿」と呼ばれていた。
- 1935年(昭和10年) 1月10日、81歳の藤井キクが初代社長となり、藤井大丸呉服店は株式会社藤井大丸になった。4月1日、百貨店として開店。
- 1936年(昭和11年) 藤井明が2代目社長に就任。
- 1969(昭和44年) 大増築(地下2階･地上8階建て)を行い現在の姿になった。設計はモダニズム建築界をリードした建築家・富家宏泰。
- 1972年(昭和47年) 7月 - マクドナルドの近畿第1号店「藤井大丸店」が1階に開店（※後に四条通向かい側に移転）
- 1976年(昭和51年) 藤井久嗣が3代目社長に就任。
- 1980年(昭和55年) 過去最高売上を達成。
- 1991年(平成3年) バブル景気の中売上を伸ばしていたが、この年のバブル崩壊を機に売上が激減。
- 1995年(平成7年) 平成3年から売上の減少が続き、この年には85億にまで減少。ここに阪神淡路大震災が発生し、企業として存続の危機に陥るも、企業の存続をかけた大リストラの実施と大改装をスタート。
- 1996年(平成8年) “感性発信百貨店”をスローガンに業態転換を図り、セレクトショップを主軸に、注目度の高いショップを数多く展開し、百貨店から“ファッション専門大店”へリニューアル。
- 2000年(平成12年) 会社ホームページ開設。
- 2009年(平成21年) 藤井大丸の通販サイトのオンラインショップ｢UROKO｣を開設。(後にFUJII DAIMARU ONLINE SHOPに名称変更)
- 2018年(平成30年) 藤井健志が4代目社長に就任。
- 2020年(令和2年) 創業150周年を迎え、1F・2F大幅リニューアル。京都初出店の「CITYSHOP」 や「Make up Kitchen」などを出店。

## 売上高
- 127億7,900万円[8]